# Лях Юрій Єремійович
Лях Юрій Єремійович (30 серпня 1947) — доктор біологічних наук, професор, Донецький державний медичний університет ім. М. Горького, завідувач кафедри медичної інформатики та біофізики. Голова Донецького регіонального відділення УБФТ.
- 1996 р. — докторська дисертація «Оцінка і прогнозування психофізіологічних станів людини у процесі діяльності».